# Cranbrook Tennis Classic 2024
Il Cranbrook Tennis Classic 2024 è stato un torneo maschile di tennis professionistico. È stata la 2ª edizione del torneo, facente parte della categoria Challenger 75 nell'ambito dell'ATP Challenger Tour 2024, con un montepremi di 82 000 $. Si è giocato dal 1° al 7 luglio 2024 sui campi in cemento del Cranbrook Tennis Complex di Bloomfield Hills, negli Stati Uniti.

## Partecipanti

### Teste di serie
| Nazionalità | Giocatore          | Ranking* | Testa di serie |
| ----------- | ------------------ | -------- | -------------- |
| Stati Uniti | Jeffrey John Wolf  | 108      | 1              |
| Stati Uniti | Emilio Nava        | 136      | 2              |
| Australia   | Tristan Schoolkate | 179      | 3              |
| Paesi Bassi | Gijs Brouwer       | 190      | 4              |
| Stati Uniti | Mitchell Krueger   | 194      | 5              |
| Cina        | Bu Yunchaokete     | 197      | 6              |
| Stati Uniti | Tristan Boyer      | 210      | 7              |
| Australia   | Marc Polmans       | 211      | 8              |

* Ranking al 24 giugno 2024.

### Altri partecipanti
I seguenti giocatori hanno ricevuto una wild card per il tabellone principale:
- Andres Martin
- Learner Tien
- Michael Zheng

I seguenti giocatori sono entrati in tabellone come alternate:
- Nishesh Basavareddy
- Antoine Bellier

I seguenti giocatori sono passati dalle qualificazioni:
- Quinn Vandecasteele
- Christian Langmo
- Kaichi Uchida
- Stefan Kozlov
- Ernesto Escobedo
- Ryan Seggerman

## Punti e montepremi
| Torneo    | Torneo              | V     | F     | SF    | QF    | 2T    | 1T  | Q | Q2  | Q1  |
| Singolare | Punti               | 75    | 44    | 22    | 12    | 6     | 0   | 4 | 2   | 0   |
| Singolare | Premi in denaro ($) | 9 880 | 5 820 | 3 450 | 2 000 | 1 165 | 720 | – | 360 | 185 |
| Doppio    | Punti               | 75    | 44    | 22    | 12    | –     | 0   | – | –   | –   |
| Doppio    | Premi in denaro ($) | 4 250 | 2 450 | 1 480 | 880   | –     | 500 | – | –   | –   |

## Campioni

### Singolare
Learner Tien ha sconfitto in finale  Nishesh Basavareddy con il punteggio di 4–6, 6–3, 6–4.

### Doppio
Ryan Seggerman /  Patrik Trhac hanno sconfitto in finale  Ozan Baris /  Nishesh Basavareddy con il punteggio di 4–6, 6–3, [10–6].